# Сенмуто
Сенмуто (также Сенму-То) — озеро в Пуровском районе Ямало-ненецкого автономного округа, в 104 км юго-восточнее Тарко-Сале. Находится на юге Тазовско-Пурской низменности.
Сенмуто с ненецкого языка переводится как Озеро турпана.
Форма озера вытянутая, расширяется с запада на восток. Площадь озера — 51,1 км². Водосборная площадь — 424 км² Длина озера равна 14,3 километрам, максимальная ширина составляет 6,3 километра. Расположено на высоте 45 метров над уровнем моря. Берега низменные, заболоченные, поросшие луговой и лесотундровой растительностью, с большим числом проток и затонов. Несколько островов в центральной и западной части. Высокая концентрация фитопланктона.
В озеро впадают реки Пюнгъяха и Пыряяха, а также несколько ручьёв. На юго-западе вытекает река (протока) Шоняуяха, впадающая в реку Харампур и относящаяся к бассейну Карского моря.
Сенмуто — крупный нерестовый водоём и место гнездования многих видов водоплавающей птицы. В окрестностях озера можно встретить чёрного турпана, шилохвость, свиязь, чирка, широконоску, морянку, гусей, лебедей, изредка — крякву.